# Hoyoux (rivier)
De Hoyoux is een zijrivier van de Maas, die ontspringt te Verlée in de Condrozstreek, provincie Namen, op een hoogte van 290 meter. Vanaf Modave stroomt de rivier door een diepe vallei noordwaarts richting Hoei (Frans: Huy) waar ze uitmondt in de Maas op een hoogte van 75 meter.

## Geografie
Ter hoogte van Modave, zoekt de rivier zich een weg noordwaarts richting Hoei door een smalle diepe vallei, op dit stuk kent ze het snelste debiet van alle Belgische rivieren.
Onderweg wordt de Hoyoux gevoed door verschillende beken, de Fontenoy beek, de Neuf Moulin beek, de Pailhe, de Bonne, de Vyle, de Saint-Pierre, de Triffoy, de Lilot en de Fond de Wavelinse.

## Debiet
Het gemiddelde debiet gemeten te Marchin tussen 1989 en 2003 bedraagt 2,0 m³ per seconde. Het maximum lag bij 2,6 m³ in 2001 en het minimum bij 0,9 m³ in 1997.

## Drinkwater voor hetBrussels Hoofdstedelijk Gewest
Bij het kasteel van Modave is er een installatie waar water gewonnen wordt bestemd voor de Brusselse agglomeratie. Per dag wordt tot 80.000 m³ gewonnen (ongeveer 1 m³ per seconde) wat volstaat voor de bevoorrading van ongeveer 200.000 inwoners.

## Machine van Modave
Het is aan de voet van het kasteel van Modave dat Rennequin Sualem in de 17e eeuw een machine bouwde om het water van de Hoyoux 50 meter op te pompen om de bewoners en de fonteinen in het kasteelpark van water te voorzien. Deze machine was de voorloper van de machine die gebouwd werd in Versailles met hetzelfde doel.
- Bibliothèque nationale de France: cb13190868f (data)
- Virtual International Authority File: 7144648143818710779
- WorldCat: E39PBJmdt3y6QWxWfVc3RKth73